# Illice plumbea
Illice plumbea là một loài bướm đêm thuộc phân họ Arctiinae, họ Erebidae.